# Közönséges fazekasmadár
A közönséges fazekasmadár (Furnarius rufus) a madarak (Aves) osztályának verébalakúak (Passeriformes) rendjébe a fazekasmadár-félék (Furnariidae) családjába tartozó faj.
Argentína és Uruguay nemzeti madara.

## Rendszerezése
A fajt Johann Friedrich Gmelin német természettudós írta le 1788-ban, a Merops nembe Merops rufus néven, innen helyezték jelenlegi nemébe.

## Alfajai
- Furnarius rufus albogularis (Spix, 1824)
- Furnarius rufus commersoni Pelzeln, 1868
- Furnarius rufus paraguayae Cherrie & Reichenberger, 1921
- Furnarius rufus rufus (Gmelin, 1788)
- Furnarius rufus schuhmacheri Laubmann, 1933[2]

## Előfordulása
Argentína, Bolívia, Brazília, Paraguay és Uruguay területén honos.  Állandó, nem vonuló faj. A természetes élőhelye szubtrópusi és trópusi cserjések, valamint szántóföldek, legelők és városi környezet.

## Megjelenése
Testhossza 23 centiméter, testtömege 31-65 gramm. Tollazata a hátán világosbarna, a hasán és a begyén sárgás-barna.

## Életmódja
Ízeltlábúakkal és más gerinctelenekkel táplálkozik, néhány magvakat is fogyaszt.

## Szaporodása
A dél-amerikai őslakosság hajdani kemencéihez hasonló fészek nyirkos agyagból készül, fűvel és rostokkal van megerősítve. Épülhet fára, kerítésoszlopra, sőt házorom alá is. Ha a nap kiégette a kész fészket, két-három évig is megmarad, mielőtt az eső felpuhítja, de azért a madarak minden évben új fészket építenek, a régi fölé. A fészek az év csapadékos hónapjaiban készül. Egy fészek építéséhez 1500-2000-szer kell fordulnia agyagért. A fészek súlya 3,5-5,5 kilogramm között van, s építése 10-16 napig tart.
Évente egyszer költ, a tél vége felé. A fészekaljban 3-5 fehér tojás van, melyen 20 napig kotlik a tojó. A fiatal madarak legfeljebb 18 naposan repülnek ki, de két-három hónapig még a szülőkkel maradnak.
|  |